# Hernhill
Hernhill är en ort och civil parish i grevskapet Kent i sydöstra England. Orten ligger i distriktet Swale, cirka 5 kilometer öster om Faversham och cirka 9 kilometer nordväst om Canterbury. Civil parishen hade 724 invånare vid folkräkningen år 2021.